# Lovrin
Lovrin es una comuna ubicada en el distrito de Timiș, Rumania.

## Superficie
Posee una superficie de 45,45 kilómetros cuadrados.

## Demografía
Hasta 2021 la población era de 2866 habitantes, con una densidad de población de 63,06 habitantes por kilómetro cuadrado.